# Pallavolo ai XIV Giochi dei piccoli stati d'Europa
Il torneo di pallavolo ai XIV ai Giochi dei piccoli stati d'Europa si è svolto dal 31 maggio al 4 giugno 2011 in Liechtenstein, hanno visto la partecipazione delle squadre di stati europei con meno di un milione di abitanti.